# Leonardsberg
Leonardsberg är en herrgård i Norrköpings kommun (Östra Eneby socken), Östergötlands län. Gården var från 1600-talet ett säteri.

## Historik
Leonardsberg var ett säteri i Östra Eneby socken i Bråbo härad.Det bildades av Fålleberga och Örstad, som jämte Sånna förr hört under Norsholm. Gårdarna innehades genom donation från 1630 och 1645 av översten och överkommendanten Otto Schulman till Svärtinge (död 1653) samt därefter av sonen, överstelöjtnanten Leonhard Schulman (död 1677), som bebyggde dem till säteri och gav egendomen dess nuvarande namn. Efter hans död och ännu 1683 tillhörde säteriet hans änka, friherrinnan Görvel Kristina Gyllenstierna, vilken vid reduktionen tillerkändes det för livstid. Leonardsberg ägdes emellertid senare även av hennes son, ryttmästaren Otto Henrik Schulman (död 1702) och sonson, fänriken Lennart Otto Schulman (död 1717). Genom den
förstnämndes änka Kristina Appelgren kom det att tillhöra hennes andra man, överstelöjtnanten Erik Axel Ekehielm, men efter bådas död tillföll säteriet hennes syster, änkefriherrinnan Elsa Burensköld. Hon avled 1741 och då tillföll egendomen sonen, kammarherren, friherre Jakob Burensköld, efter vars död 1754 den ärvdes av systern, friherrinnan Maria Johanna von Schwerin. År 1825 ägdes
Leonardsberg av hennes sonson, löjtnanten, friherre Erik Gammal Ehrenkrona (död 1855) samt såldes 1858 av dennes arvingar till grosshandlaren John Blomberg.